# Selim III
Selim III (Istanbul 24 de desembre de 1761 – Istanbul 28 de juliol de 1808) va ser soldà de l'Imperi Otomà des de 1789 fins al 1807. Era fill de Mustafà III (1757-74) i va succeir el seu oncle Abdülhamit I (1774-1789).

## Infantesa i joventut
fill del sultà Mustafà III, molt ben educat i creia en la necessitat de reformes i va intentar crear un exèrcit poderós amb soldats professionals per la seva por a una invasió russa, i que va emmalaltir i va morir d'un infart el 1774 durant la guerra russo-turca, i Mihrişah Sultan qui quan es va convertir en Valide sultan, va participar en la reforma de les escoles governamentals i en l'establiment de corporacions polítiques. Va rebre una educació esmerçada i va participar en els darrers anys de la guerra i va declarar nous reglaments militars i va obrir acadèmies marítimes i d'artilleria. El 1785 un complot del gran visir Halil Hamid Paşa va planejar posar al tron a Selim, i el sultà li va limitar llavors la mobilitat, tot i que la seva participació mai fou demostrada.
Selim fou molt ben educat al palau. El sultà Mustafà III va nomenar el seu fill com a successor; tanmateix, l'oncle de Selim, Abdul Hamid I, va pujar al tron després de la mort de Mustafà. El sultà Abdul Hamid I va tenir cura de Selim i va posar gran èmfasi en la seva educació. Selim era molt aficionat a la literatura i la cal·ligrafia; moltes de les seves obres es van col·locar a les parets de mesquites i convents. Va escriure molts poemes, especialment sobre l'ocupació de Crimea per part de Rússia. Parlava àrab, persa, turc i búlgar antic amb fluïdesa. Selim va mostrar una gran importància per al patriotisme i la religió. Va demostrar les seves habilitats en poesia, música i era aficionat a les belles arts i l'exèrcit.

## Accés al tron. La continuació de la Guerra russo-turca
El 7 d'abril de 1789 el seu oncle Abdul Hamid I va morir a Istanbul i Selim el va succeir en el tron. Va continuar la guerra contra Rússia i la guerra contra Àustria, que era cada cop més desfavorable per l'Imperi (els austríacs havien ocupat Khotin poc mesos abans, el 9 de setembre de 1788, i havien derrotat als turcs a Slatina pocs dies després).
Va ratificar Koca Yusuf Paşa com a gran visir, oposat al kapudan paixà Cezayirli Gazi Hasan Paixà, l'heroi de la batalla de Çeşme de 1770 (que era reformista i oposat a la guerra) que fou substituït per Küçük Hüseyin Paixà al que va enviar a la fortalesa d'Izmaïl amb l'encàrrec de reconquerir Özu que havia caigut en 1788 però la nova campanya va acabar en el desastre de Rymnik (22 de setembre de 1789) contra austríacs i russos, els otomans van evacuar Bessaràbia i Valàquia i els austríacs van acabar reconquerint Belgrad i Bucarest mentre els russos entraven a Ak Kirman i Bender.
Les derrotes en el camp de batalla i el fracàs de l'aliança amb Suècia (11 de juliol de 1789) i el poc resultat d'un altre amb Prússia (31 de gener de 1790) seguits de la mort de l'emperador Josep II d'Àustria, van portar a la signatura del tractat de Sistova el 4 d'agost de 1791 amb la mediació d'Holanda, Anglaterra i Prússia, que deixava per Turquia els territoris de Moldàvia i Valàquia (gairebé ratificant el tractat de Belgrad de 1739, excepte per la cessió d'Orsowa).

Teatre d'operacions de la guerra russo-turca (1787-1792)

Les hostilitats amb Rússia van seguir i nombroses fortaleses del Danubi foren ocupades per les forces russes incloent Izmaïl (22 de desembre de 1790); el gran visir Cezayirli Gazi Hasan Pasha va morir en combat el març de 1790; a l'hivern els russos van envair Budjak i el gran visir Çelebizade Şerif Hasan Pasha va ser executat a Shumla el febrer de 1791 i Koca Yusuf Paşa va tornar al càrrec; després de l'hivern els russos van prevaldre a Măcin l'abril i la fortalesa d'aquest nom va capitular el 9 de juliol. Es va establir una treva a l'estiu i finalment es va signar el tractat de Iași el 9 de gener de 1792, que ratificava el tractat de Küçük Kaynarca de 1774 però establia una nova frontera als rius Dnièster i Kuban, deixant Crimea per Rússia.

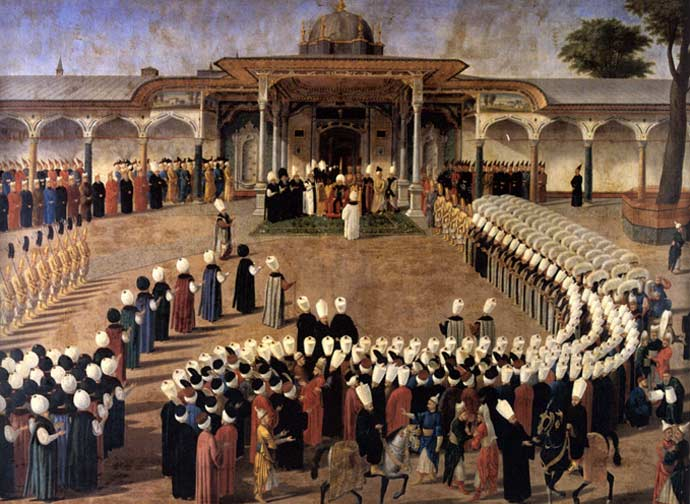
Selim III concedint audiència. Oli de Konstantin Kapıdağlı

Selim va procurar millorar les condicions de vida l'Imperi, abolint l'ocupació militar dels feus, reformant l'administració i difonent l'educació. També va contractar oficiales estrangers per entrenar una nova classe de tropes anomenades nizam-i-jedid. Aquestes tropes van ser utilitzades per defensar-se contra els rebels geníssers que en moltes províncies europees feien costat a governadors descontents. Fou després de la guerra a Europa quan va intentar reorganitzar l'exèrcit (1794) sobre la base de l'antic cos de guàrdies imperials bostandji.

## Reforma militar
Després de perdre la guerra davant Àustria i Rússia, Selim III va concloure que l'exèrcit otomà necessitava seriosament una reforma si l'imperi volia sobreviure i va començar a implementar una sèrie de reformes destinades a reorganitzar l'exèrcit a l'estil dels europeus. Això incloïa l'ús de tàctiques d'entrenament europees, armes i fins i tot oficials. Selim III va crear el Nou Ordre Nizam-I Cedid el 1797 amb col·legis d'enginyeria naval i de l'exèrcit per desenvolupar un substitut per als geníssers,

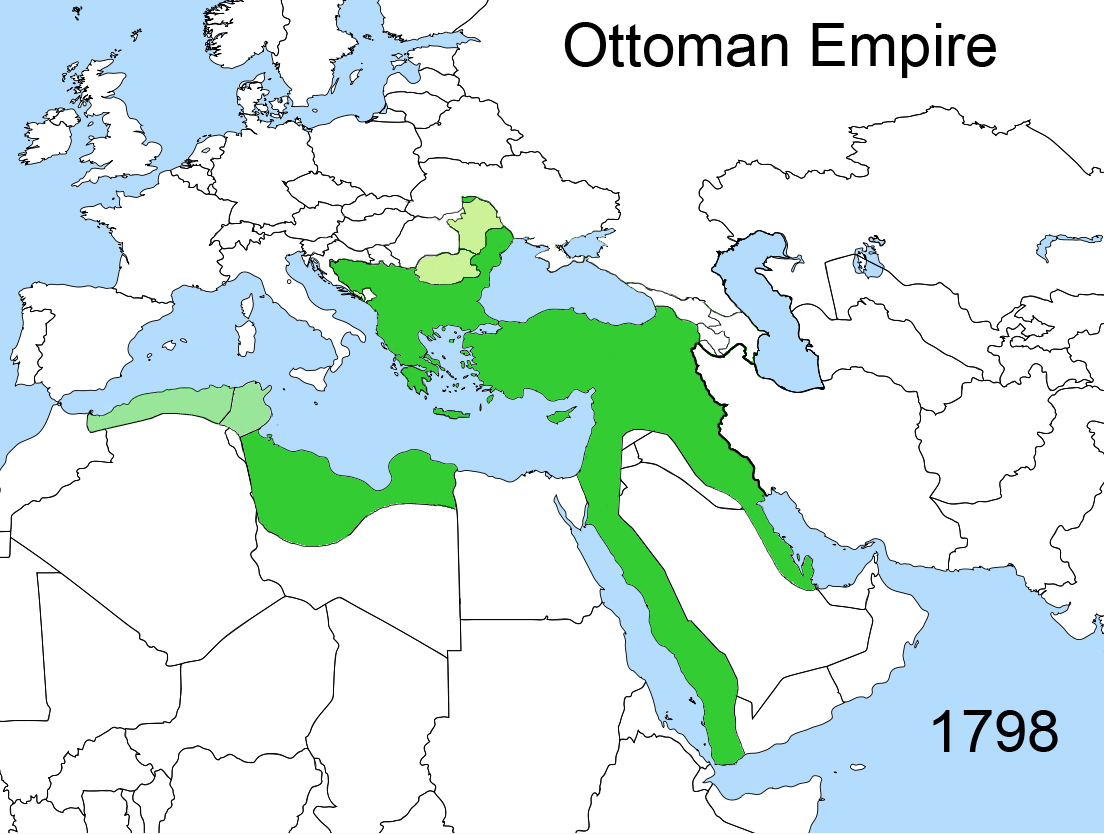
Extensió de l'imperi en 1798

El 1806 el nou exèrcit comptava amb 26.000 homes equipats amb uniformes d'estil francès, armes europees i un cos d'artilleria modern, però l'antic ordre es va oposar fermament a aquesta època de reformes a l'Imperi Otomà quan el sultà volia expandir el Nou Ordre a Rumèlia establint-hi casernes a les ciutats de la regió i una coalició de magnats balcànics, ayans, i guarnicions de geníssers d'Edirne. El resultat de l'enfrontament va ser la retirada de les forces imperials a Istanbul i Anatòlia i un cop mortal a la legitimitat de Selim i a les seves ambicions d'ampliar l'exèrcit reformat. El resultat de l'incident d'Edirne tindria un paper important en la seva deposició el maig següent.

## Primera Coalició
Quan l'any 1792 es va formar la Primera Coalició contra França, els sobirans europeus van convidar l'imperi a unir-s'hi, però Selim ho va rebutjar, i tot i que l'execució de Lluís XVI de França va preocupar seriosament Sélim, com a tots els prínceps europeus de l'època, no el va empènyer a trencar les relacions amb la França revolucionària.

## Segona coalició

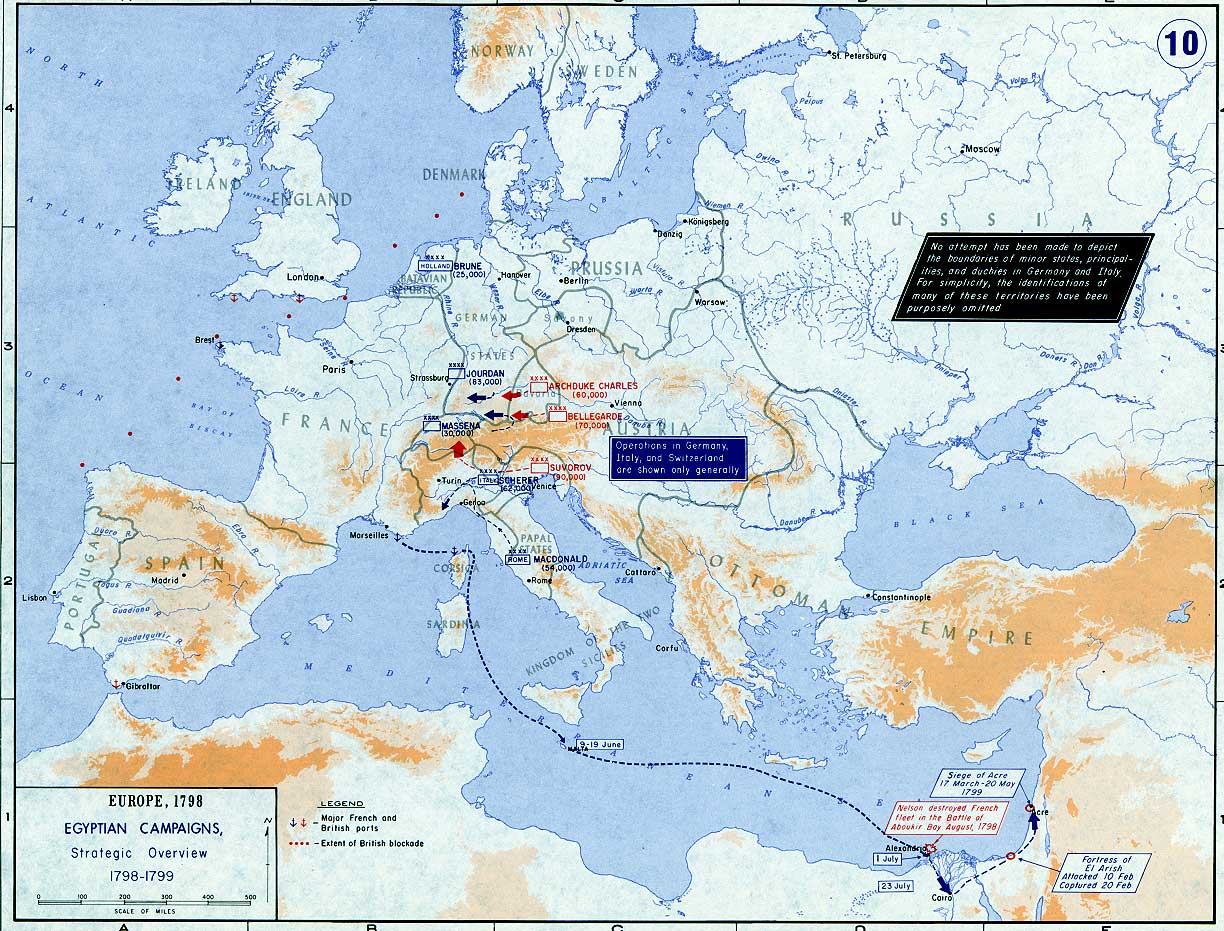
La campanya d'Egipte de 1798

Va haver de plantar cara a Napoleó Bonaparte per la seva invasió d'Egipte i Síria. que pretenia tancar als britànics el camí cap a l'Índia, per impedir veure tallat l'imperi en dos, però la campanya va acabar amb 700 anys de domini mameluc del Baix Egipte el 21 de juliol de 1798 després de la victòria francesa a la batalla de les Piràmides gràcies al foc dels mosquets contra les càrregues de la cavalleria poc després del seu desembarcament a Alexandria.
La derrota francesa a mans d'Horatio Nelson a la batalla del Nil va deixar sense flota a Napoleó i els otomans, deixant enrere l'antiga aliança amb els francesos després de la revolució Francesa, pactaren amb els britànics i a el Caire hi va haver una sagnant revolta contra els francesos que acabà quan Napoleó apuntà els canons contra la Mesquita d'al-Azhar. La participació en la Segona Coalició va obligar a Selim a demanar suport a notables locals amb milícies com Ahmad Djazzar Paixà d'Acre i Sidó, Ali Pasha Tepedeleni de Janina, i Osman Pazvantoğlu de Bòsnia. El 24 d'agost de 1799 va abandonar territori otomà en direcció a França per participar en el Cop d'estat del 18 de brumari L'exèrcit va quedar a càrrec de Jean-Baptiste Kléber,
que va ser assassinat i substituït pel general Menou, qui capitulà davant els britànics, que convertiren Egipte en una colònia,
El tractat d'Amiens no va tenir participació otomana i Selim va signar un tractat per separat amb França el 25 de juny de 1802, que restablia els privilegis francesos a l'imperi anteriors a la guerra. Els russos van encoratjar una revolta a Sèrbia dels geníssers i els seus auxiliars els Kimaks, i aviat es va transformar en revolució nacional dirigida per Karađorđe des de 1804.

## Guerra russo-turca i Guerra angloturca

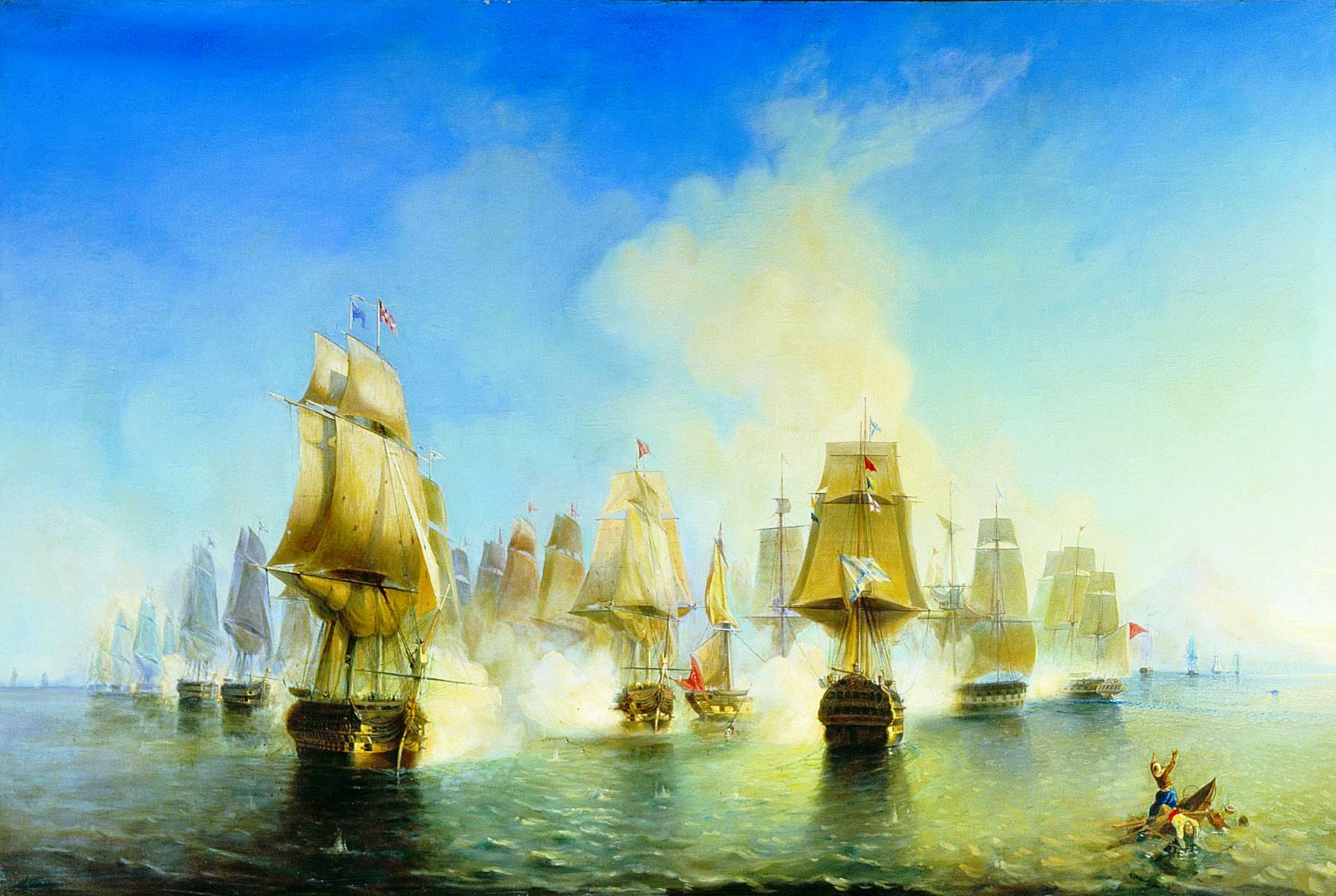
Batalla d'Atos de 1807

França i Anglaterra van entrar en guerra el 1803 i Selim, sotmès a pressió diplomàtica, va trencar relacions amb França el 1805 però les victòries franceses van revertir la situació el 1806 i Turquia va declarar la guerra a Rússia el desembre quan el tsar va ordenar ocupar els principats danubians i ajudar a la revolta sèrbia. El febrer de 1807 els britànics van enviar vaixells als Dardanels i van exigir l'expulsió de l'ambaixador francès Sebastiani (que exercia el càrrec des de 1805) i l'acceptació de les peticions russes sobre els principats. Selim va ordenar fortificar els Estrets i els anglesos es van retirar de Tènedos on s'havien establert. Un temps després, el mateix 1807, la flota anglesa va ocupar Alexandria, però Muhàmmad Alí Paixà ja en tenia el control i havia expulsat als mamelucs, i es van retirar.
L'Imperi Otomà, encoratjat per la derrota russa a la batalla d'Austerlitz, va deposar Alexandru Moruzi de Moldàvia i Constantine Ypsilanti de Valàquia mentre els seus aliats van ocupar Dalmàcia i amenaçaven els principats danubians. Per salvaguardar la frontera d'un atac francès, els russos van avançar a Moldàvia i Valàquia i Selim va reaccionar amb un bloqueig dels Dardanels declarant la guerra a Rússia. El tsar es mostrava reticent a concentrar un gran nombre de tropes contra Turquia mentre les relacions amb la França napoleònica eren encara incertes i la major part del seu exèrcit lluitava contra Napoleó a Prússia.
Els britànics creien que només podrien fer que Rússia, en guerra amb l'Imperi Otomà es concentres a Europa central contra els francesos donant un cop fort als otomans, i va pressionar Selim perquè expulsés al Comte Sebastiani, declarés la guerra a França, cedís els principats danubians a Rússia, i lliurés la flota otomana i el forts en els Dardanels a la Royal Navy. Després del rebuig de Selim de l'ultimàtum, l'esquadra britànica del vicealmirall Sir John Thomas Duckworth, va entrar als Dardanels el 19 de febrer de 1807 i destruir una força naval dels otomans a Point Pesquies i va ancorar al Mar de Màrmara, però els turcs van erigir potents bateries i enfortiren les seves fortificacions amb l'ajuda de Sebastiani i els enginyers francesos. Els vaixells de guerra britànics reberen diverses canonades i Duckworth es veié obligat a navegar de tornada a la Mediterrània el 3 març de 1807. El 16 de març de 1807, 5.000 soldats britànics es van embarcar en l'Expedició a Alexandria de 1807 i van ocupar Alexandria a l'agost, tot i que el kediv Muhàmmad Alí Paixà els va derrotar seriosament i els va obligar a evacuar la ciutat cinc mesos més tard després d'un breu setge;
Una ofensiva otomana massiva cap a Bucarest va ser ràpidament aturada a Obilesti per Mikhaïl Miloràdovitx el 2 de juny de 1807 mentre l'Armada russa sota el comandament de Dmitri Seniavin va destruir la flota otomana en les batalles dels Dardanels i Atos establint la supremacia russa al mar.
Signat el Tractat de Tilsit, Alexandre, forçat per Napoleó a signar un armistici amb els turcs, va transferir més soldats russos des de Prússia a Bessaràbia però el comandant Aleksandr Prozorovski va fer molt pocs avenços en més d'un any i l'agost de 1809 va ser finalment substituït per Piotr Bagration, que ràpidament va creuar el Danubi i envair Dobrudja i assetjar Silistra però, en sentir que s'acostava a la ciutat un fort contingent de 50,000 soldats de l'exèrcit otomà, va decidir d'evacuar Dobrudja i retirar-se a Bessaràbia.
El 5 de gener del 1809, a bord d'un vaixell britànic, se signava el Tractat dels Dardanels, amb la qual cosa es posava fi a la guerra angloturca a canvi de restaurar els privilegis en el comerç per als britànics a l'Imperi i protegir la integritat de l'Imperi Otomà contra l'amenaça francesa amb la seva Royal Navy i el subministrament d'armes a Istanbul. El tractat va afirmar el principi que cap vaixell de guerra de qualsevol poder hauria d'entrar als Estrets dels Dardanels i del Bòsfor.
El 1810 Nikolai Kàmenski van derrotar els turcs que es dirigien a Silistra i van expulsar els otomans de Dòbritx i la guarnició de Silistra es va rendir. Kàmenski va posar sota setge la Fortalesa de Xumen, sent rebutjat l'assalt de la ciutadella i el posterior assalt a Russe, que no va caure en mans russes fins al 9 de setembre, un cop Kamenski va derrotar els turcs a la batalla de Batin. Kamenski va morir poc després i el nou comandant, Mikhaïl Kutúzov va evacuar Silistra i en començar la seva retirada cap al nord, Laz Aziz Ahmed Paixà, el comandant turc, va intentar prendre Russe, però fou aturat en 1811 en la batalla de Rusçuk i Kutúzov va mantenir el control de la fortalesa. El 28 d'agost, Ahmed Paixa va envair Valàquia travessant el Danubi riu amunt de Russe, però la batalla de Slobozia va comportar la rendició d'Ahmed Paixà davant Kutuzov, obligant al sultà a negociar. D'acord amb el Tractat de Bucarest, signat per Kutuzov el 28 de maig, els turcs cedien Bessaràbia a Rússia (tot i que el territori pertanyia a Moldàvia, llavors vassall turc, al qual suposadament, defensarien). El tractat va ser aprovat per Alexandre I de Rússia l'11 de juny de 1812, només tretze dies abans que comencés la invasió napoleònica de Rússia.

## Cop d'estat de 1807
Encoratjat pels seus èxits inicials va intentar reformar el cos dels geníssers valent-se dels nizam-i-jedid (març de 1805) provocant la revolta dels geníssers i sobretot els seus auxiliars yamaks als Balcans, que van aconseguir el control el 1807 quan Selim va accedir a les seves peticions; poc després la revolta s'estenia a Istanbul (maig) quan els yamaks van refusar els nous uniformes; els rebels van demanar llavors l'abdicació de Selim que va tenir el suport del caimacan Musa Pasha i del Shaykh al-Islam Ata Allah Efendi, i en general dels geníssers. Selim no va voler provar a les seves forces (nizam-i-jedid) que van restar aquarterades i va accedir a deposar els seus col·laboradors però finalment fou enderrocat el 29 de maig de 1807, i com que no tenia fills, el seu nebot Mustafà fou posat al tron com a Mustafà IV, que va perdonar als rebels i es va aliar amb els geníssers, dissolent l'exèrcit recentment format de Selim.
Selim va passar reclòs al seu palau un any i Mustafà IV el va fer executar el 28 de juliol de 1808 quan Bayrakdar Mustafa Pasha de Rusçuk i el gran visir Çelebi Mustafa Paşa planejaven la seva restauració.